# Akridin-oranž
Akridin-oranž je fluoroscentna katjonska boja koja je selektivna za nukleinske kiseline. Ona je korisna za određivanje ćelijskog ciklusa.
Akridin-oranž je ćelijski permeabilna materija, koja interaguje sa DNK i RNK putem interkalacije ili elektrostatičke atrakcije. Vezana za DNK, ona je spektralno veoma slična fluoresceinu, sa ekscitacionim maksimumom na 502  i emisionim maksimumom na 525  (zeleno). Kad se veže za RNK, ekscitacioni maksimum se pomera na 460  (plavo) a emisioni maksimum na 650 nm (crveno). Akridin-oranž takođe ulazi u kisele kompartmane poput lizozoma i postaje protonisan i sekvestiran. U sredini sa niskom pH vrednošću, boja emituje narandžastu svetlost kad je pobuđena plavim svetlom. Akridin-oranž se može koristiti za identifikaciju zahvaćenih apoptotičnih ćelija. Boja se često koristi u epifluorescentnoj mikroskopiji.